# Томаш Масарик
Томаш Гариг Масарик (чеш. Tomáš Garrigue Masaryk; Ходоњин, 7. март 1850 — Лани, 14. септембар 1937) је био први председник Чехословачке, осим тога политичар, филозоф, социолог и новинар.

## Детињство и школовање
Масарик је рођен у радничкој породици у граду Ходоњину који се налази у Моравској (тачније у Моравској Словачкој), а која је онда била део Аустријског царства, а данас се налази на територији Чешке Републике. Његов отац је био Словак Јозеф Масарик, а мајка му је била Терезија Масарикова, рођ. Кропачкова и била је пореклом из Моравске, тачније из Хане, односно чешког је порекла, али се кретала у друштву Немаца, тако да није добро знала чешки језик и по некима, Масарик је скривао њено „немачко“ порекло.
Основно образовање стекао је у Ходоњину а затим се школовао у Хустопечу и Бечу где је матурирао. Студирао је филозофију у Бечу и докторирао 1876. године. Упознао се са Американком Шарлотом Гариг, оженио се са њом и примио име Томаш Гариг Масарик 1878. године.

## Политичка каријера
Године 1882, постао је ванредни професор Филозофије на Прашком универзитету, након што је овај подељен на немачки и чешки део. Имао је јако популарне идеје као професор због чега је стекао популарност. Почео је да се појављује и у политичком животу и биран је за посланика Царског већа (аустријски Рајхсрат) 1891. и поново 1907. Нападао је Аустро-угарски савез са Немачком, као и њену империјалистичку политику на Балкану. Бранио је права Срба и Хрвата, нарочито у време анексије Босне и Херцеговине 1909. године. Захваљујући Масарику, цар Франц Јозеф био је приморан да ослободи Србе оптужене за велеиздају Хабсбуршке монархије, у монтираном загребачком процесу у ком су се чуле и опасне оптужбе на рачун Краљевине Србије.
Додељен му је Краљевски орден Карађорђеве звезде.

### Први светски рат
Почетком 1915. године емигрирао је у западну Европу, где је признат за представника Чешког покрета за независност, и одакле се залагао за оснивање државе која би обухватала Чешку, Моравску, Шлеску (чији се већи део налази на простору данашње Пољске) и Словачку.
Током и након Првог светског рата, Масарик је подржао уједињење Краљевине Србије и Краљевине Црне Горе.

### Чехословачка
Након распада Аустро-угарске, савезници признају Масарика за председника Привремене владе Чехословачке, а 14. новембра 1918. га је чехословачка Народна скупштина изабрала и он је постао први председник Чехословачке. Већ 20. децембра се вратио из емиграције. Масарик биран за председника три пута: 1920, 1927, и 1934. године. Као „Ослободилац” и „Отац Чехословачке”, стално је био заузет решавањем кризе настале сукобом чешких и словачких странка, као решавањем статуса словачке мањине. Након успона Хитлера, био је један од првих политичких лидера у Европи који је изразио јавну забринутост. Поднео је оставку 14. децембра 1935. године, због старости и лошег здравља, а наследио га је Едвард Бенеш. Непуне две године након напуштања функције Масарик је умро, у 87. години, у Лани чеш. Lány (Чехословачка, данашња Чешка). Био је поштеђен сведочења потписивању Минхенског споразума и нацистичке окупације своје земље.

## Филозофија и религија
Био је филозоф рационалиста и хуманиста. Имао је религиозно, али не црквено мишљење. Он је антиклерикалан, противник је католичког мишљења, апсолутизма, конзервативизма, комунизма, марксизма и Совјетског Савеза. Био је хуманистичких и социјално бесконфликтних мишљења, а у државничкој сфери био је за демократију англосаксонскога типа. Своје филозофско схватање представио је у књигама „Чешко питање“, „Социјално питање“ и „Русија и Европа“.

## Чешко-словачки односи
Масарик је био идеолог чешкословакизма и сматрао је Чехе и Словаке за један народ. Био је за аутономију Словака.
Нема словачког народа и то је само део мађарске пропаганде. Долазим у Словачку радо јер саосећам са словачким народом и његовом тужном судбином која му је доносила раздвајање и уништење.
Словачким проблемима се посвећивао у часописима „Време” и „Наше доба”. Као председник је редовно одлазио у Словачку.

## Дела
- Програм свечане академије у част рођендана Томаша Масарика који се одржао у Задужбини Илије М. Коларца 1932. године.„Теорија историје по принципима Букеа“, 1883.
- „Чешко питање“, 1895.
- „Наша садашња криза“, 1895.
- „Карел Хављичек“, 1896.
- „Социјално питање“, 1898.
- „Идеја Палацког, народа чешког“, 1912.
- „Русија и Европа“, 1919 — 1921.
- „Нова Европа“, 1920.
- „Светска револуција“, 1925.
- „Пут демократије“, 1933—1936.